# 大谷義夫
大谷 義夫（おおたに よしお、Yoshio OHTANI）は、日本の開業医である。医学博士（東京医科歯科大学）、池袋大谷クリニック院長、東京医科歯科大学呼吸器内科非常勤講師。

## 略歴
1989年に群馬大学医学部を卒業する。東京医科歯科大学第一内科、九段坂病院、国立がんセンター肺内科、それぞれで研修医を経て、1998年に東京医科歯科大学第一内科助手、呼吸器内科助手、2001年に同呼吸器内科病棟医長、2003年に九段坂病院内科で勤務、2005年に東京医科歯科大学呼吸器内科医局長、2008年にミシガン大学へ留学、2009年に東京医科歯科大学呼吸器内科兼睡眠制御学講座准教授、2009年に池袋大谷クリニックを開業する。

## 加入学会
日本内科学会、日本呼吸器学会、日本アレルギー学会、日本睡眠学会、日本肺癌学会、日本心身医学会、日本サルコイドーシス学会、日本呼吸器内視鏡学会